# Egon Naganowski
Egon Naganowski (ur. 31 marca 1913 w Innsbrucku, zm. 23 stycznia 2000 w Poznaniu) – polski krytyk literacki, eseista i tłumacz literatury, głównie niemieckojęzycznej. Szczególnie znany jako autor monografii krytycznoliterackich o Jamesie Joysie pt. Telemach w labiryncie świata i Robercie Musilu pt. Podróż bez końca.

## Życiorys
Urodził się w rodzinie Aleksandra Naganowskiego, Polaka, oficera austriackiej armii, i niemieckiej baronówny Maritty von Holzschuher. W dzieciństwie wychowywał się w Monachium. Jego pierwszym językiem był niemiecki, po polsku zaczął mówić, dopiero gdy tuż po zakończeniu I wojny światowej jego rodzice przenieśli się do Grudziądza. Ukończył Gimnazjum im. Paderewskiego w Poznaniu, a następnie w latach 1932–1939 studiował na Uniwersytecie Poznańskim, gdzie ukończył dwa kierunki: filologię polską i germańską. W 1972 uzyskał doktorat nauk humanistycznych na Wydziale Filologii Polskiej Uniwersytetu Wrocławskiego.
W czasie okupacji niemieckiej przebywał w Warszawie, gdzie pracował jako tłumacz w fabryce beczek. Działał w ruchu oporu – m.in. kolportował prasę podziemną, za co w 1942 przez dwa miesiące był więziony na Pawiaku. W powstaniu warszawskim walczył w szeregach Armii Krajowej, podporucznik ps. „Egon” w batalionie „Zaremba” - „Piorun” - 2. kompania - III pluton por. „Robura”. Po upadku powstania, w latach 1944–1945 przebywał w obozach jenieckich Gross-Born i Sandbostel.
Wróciwszy do kraju w 1946 roku rozpoczął pracę w Polskim Związku Zachodnim w Poznaniu, a następnie od 1950 roku pracował w Rozgłośni Poznańskiej Polskiego Radia, początkowo w redakcji literackiej, a w końcu jako zastępca redaktora naczelnego. W 1961 roku zwolniono go jednak z powodów politycznych i od tej pory skupił się na samodzielnej pracy eseistycznej, przekładowej i krytycznoliterackiej. Napisał wiele monografii, esejów oraz innych tekstów o charakterze historyczno- i krytycznoliterackim poświęconym europejskiej prozie dwudziestowiecznej, dotyczących takich autorów jak: James Joyce, Robert Musil, Thomas Mann, Stefan Zweig, Franz Kafka, Joseph Roth czy Martin Andersen Nexø. Publikował licznie w polskich oraz zagranicznych czasopismach literackich i naukowych. Wydany w 1962 roku Telemach w labiryncie świata jest pierwszą w języku polskim poważną i obszerną monografią na temat życia i twórczości Jamesa Joyce’a. Naganowski uważany jest też za jednego ze współtwórców europejskiej „musilologii”, m.in. dzięki innej monografii z 1980 roku poświęconej Musilowi pt. Podróż bez końca: opowieść o życiu i twórczości Roberta Musila.
Jego debiutem translatorskim było wydane jeszcze w 1937 tłumaczenie powieści biograficznej Rudolfa Brunngrabera pt. Radium poświęconej Marii Skłodowskiej-Curie. Po wojnie dokonał (często we współpracy z żoną) licznych przekładów literatury europejskiej, m.in. trzytomowych Dzienników Thomasa Manna, dramatów Friedricha Dürrenmatta (Wizyta starszej pani), dzieł Güntera Grassa i Wolfganga Borcherta.
W styczniu 1976 roku podpisał list protestacyjny do Komisji Nadzwyczajnej Sejmu PRL przeciwko zmianom w Konstytucji Polskiej Rzeczypospolitej Ludowej. Członek Związku Literatów Polskich oraz wieloletni prezes jego poznańskiego oddziału (funkcję tę pełnił przez trzy kadencje: w latach 1952–1953, 1955–1960, 1980–1983). Należał również m.in. do Stowarzyszenia Pisarzy Polskich, PEN-Clubu, Towarzystwa Literackiego im. Adama Mickiewicza oraz Klubu Pamięci Poznańskiego Czerwca 1956. Członek wiedeńskiego Kuratorium der Internationalen Robert Musil Gesellschaft oraz The James Joyce Foundation w Tulsa, Oklahoma.
Był mężem Ireny z domu Biehler, pisarki i tłumaczki. Ojciec Tomasza (ur. 1949), prof. Wyższej Szkoły Umiejętności Społecznych.
Zmarł w Poznaniu, pochowany 2 lutego 2000 w kwaterze ewangelickiej cmentarza komunalnego Miłostowo (pole 3, kwatera A-PD-1).

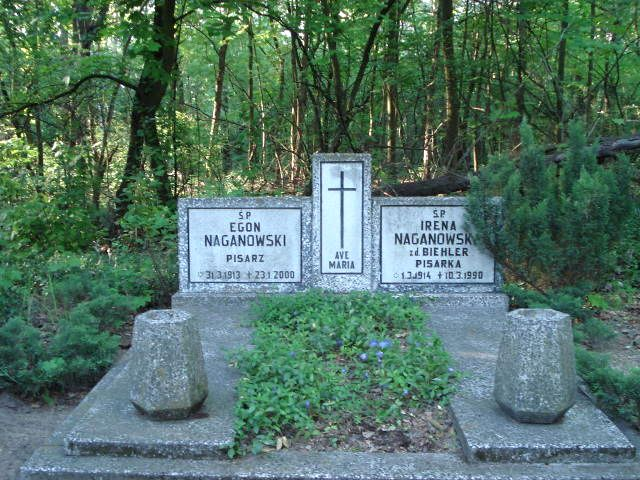
Nagrobek Ireny i Egona Naganowskich

## Wybrana twórczość

### Krytyka literacka
- Magiczny klucz: opowieść o życiu i twórczości młodego Martina Nexø (1958)
- Telemach w labiryncie świata: o twórczości Jamesa Joyce’a (1962)
- Podróż bez końca: opowieść o życiu i twórczości Roberta Musila (1980)
- Robert Musil (1980)

### Inne
- Poznań'56 (1981, zbiór esejów, wyd. w drugim obiegu; wraz z S. Matyją)
- Młodzieńczy eros i inne wspomnienia z dawnych lat (1992, pamiętnik)

## Ordery i odznaczenia
- Krzyż Oficerski Orderu Odrodzenia Polski (1990)
- Medal Wojska (1948)[2]
- Złoty Krzyż Zasługi[7]
- Srebrny Krzyż Zasługi[7]
- Krzyż Armii Krajowej (1984)[2]
- Odznaka Honorowa Miasta Poznania[7]
- Odznaka honorowa „Za Zasługi w Rozwoju Województwa Poznańskiego”[7]
- Krzyż Honorowy I Klasy Odznaki Honorowej za Naukę i Sztukę (Austria,1987)

## Nagrody i wyróżnienia
- Nagroda Miasta Poznania (1971)[7]
- Nagroda Inter Nationes przyznana w Bonn (1976)
- Nagroda Polskiego PEN Clubu za przekład z literatury obcej na język polski (1978)
- Nagroda tygodnika „Życie Literackie” za monografię o Musilu Podróż bez końca (1981)[7]
- Medal za Zasługi dla Roberta Musila nadany przez miasto Klagenfurt (1984)
- Nagroda miesięcznika „Literatura na Świecie” za przekład trzytomowych Demonów Heimito von Doderera (1985)
- Nagroda POLCUL Foundation za twórczość i postawę niezależną (1990)
- Nagroda Literacka ZAiKS-u dla tłumaczy (1993)[8]
- Nagroda Artystyczna Miasta Poznania (1993)
- tytuł Zasłużony dla Miasta Poznania (1993)[2][9]
- Nagroda Translatorska Fundacji im. Roberta Boscha[10] (1998)